# Кристоф, Робер
Робе́р Кристо́ф (фр. Robert Christophe; 22 февраля 1938, Марсель — 18 апреля 2016, Авиньон) — французский пловец, специализировавшийся на плавании на спине. Выступал за национальную сборную Франции в период 1953—1965 годов, участник трёх летних Олимпийских игр, двукратный чемпион Европы, чемпион Средиземноморских игр в Бейруте, многократный победитель и призёр первенств национального значения.

## Биография
Робер Кристоф родился 22 февраля 1938 года в городе Марселе департамента Буш-дю-Рон. Активно заниматься плаванием начал с раннего детства, в возрасте пятнадцати лет в 1953 году присоединился к местному одноимённому спортивному клубу «Марсель», за который впоследствии выступал на протяжении всей своей спортивной карьеры.
Первого серьёзного успеха на взрослом международном уровне добился в сезоне 1956 года, когда вошёл в основной состав французской национальной сборной и благодаря череде удачных выступлений удостоился права защищать честь страны на летних Олимпийских играх в Мельбурне. Был близок здесь к попаданию в число призёров, в стометровом плавании на спине дошёл до финала и занял в решающем заплыве четвёртое место, немного не дотянув до бронзовой медали.
В 1958 году Кристоф побывал на чемпионате Европы по водным видам спорта в Будапеште, откуда привёз награду золотого достоинства, выигранную в плавании на спине на дистанции 100 метров. В следующем сезоне добавил в послужной список золотую награду, выигранную в стометровом плавании на спине на Средиземноморских играх в Бейруте. Находясь в числе лидеров плавательной команды Франции, благополучно прошёл отбор на Олимпийские игры в Риме — на стометровке вновь дошёл до финала и снова финишировал четвёртым, остановившись в шаге от призовых позиций. Также вместе с партнёрами по сборной выступал здесь в программе смешанной эстафеты 4 × 100 м, но не смог пройти дальше предварительного квалификационного заплыва.
После римской Олимпиады Робер Кристоф остался в основном составе французской национальной сборной и продолжил принимать участие в крупнейших международных соревнованиях. Так, на чемпионате Европы 1962 года в Лейпциге он дважды поднимался на пьедестал почёта, в эстафетах 4 × 100 м и 4 × 200 м вольным стилем завоевал золотую и серебряную медали соответственно. Позже отправился представлять страну на Олимпийских играх в Токио, где выступал в эстафете 4 × 100 м вольным стилем и плавании на 200 метров на спине — в обеих этих дисциплинах не добился существенного успеха, остановившись на предварительных этапах. Вскоре по окончании этих соревнований в 1965 году принял решение завершить карьеру профессионального спортсмена, уступив место в сборной молодым французским пловцам.
Завершив спортивную карьеру, в течение многих лет работал тренером по плаванию, занимал должность президента плавательного клуба в коммуне Авиньон департамента Воклюз.
Умер 18 апреля 2016 года в возрасте 78 лет.